# 플래닛 익스프레스 우주선
플래닛 익스프레스 우주선(영어: Planet Express Ship)은 퓨처라마에 나오는 가상의 우주선으로, 공식 명칭은 "U.S.S. Plant Express Ship"이다. 이 우주선은 휴버트 판스워스 교수가 소유한 플래닛 익스프레스의 배달용 우주선이다. 이 우주선은 대부분의 에피소드에서 다른 승무원과 대화를 하지 않지만, How Hermes Requisitioned His Groove Back 에피소드에서 벤더가 우주선의 오토파일럿과 마티니 마시기 대회를 했다고 하며, Love and Rocket 에피소드에선 우주선인공지능(모리스 라마체가 목소리를 냈다)에 새로운 우주선 성격 프로그램을 깔게 된다. 이때의 목소리는 시고니 위버가 맡았다.

## 승무원
릴라는 우주선의 선장이자, 조종사로 있으며, 프라이와 벤더가 승무원으로 타고 있다. 프라이의 공식직위는 배달부이지만, 전투가 일어날 때 우주선의 레이저 캐논을 조종하는 역할을 맡고 있다. 벤더는 우주선의 요리사를 맡고 있으나, 벤더는 미각이 없는 로봇이라 사람들은 그의 음식을 매우 싫어한다.
허미스와 에이미도 우주선에 타긴하지만, 그럼에도 불구하고 그들은 승무원과 같이 임무를 수행하러 가지 않는다. The Crynoic Woman 에피소드에서 프라이는 우주선을 운전하기에 부족함이 없어보이지만, Amazon Women in the Mood와 Birdbot of Ice-Catraz 두 에피소드에서는 프라이가 우주선을 운전하는데 어려움이 있는 것으로 보이나, Time Keeps on Slippin 에피소드에서 프라이가 우주선을 잘 움직이는 것을 간접적으로 볼 수 있다.
Teenage Mutant Leela's Hurdles 에피소드에서 판스워스 교수는 그의 잃어버린 애완동물인 가고일 파주주를 찾아 우주선을 몬다. 그러나, 판스워스 교수는 사회의 고정관념대로, 우주선의 속도를 35 MPH(약 56km/h)로 몰아 우주 교통을 마비시키며, 우주선의 강력 라이트를 켜 안내표지판과 딥 스페이스 9을 날려먹는다.

## 우주선의 특징
판스워스 교수는 종종 이윤이 많이 남는 위험한 임무에 승무원들을 보내기 때문에, 우주선은 무장되어 있으며, 매우 빠르다. 플래닛 익스프레스 우주선은 현재 우리들이 쓰는 광속보다 더 빠르게 운행할 수 있으며, 에피소드에서는 2208년에 과학자들이 예전의 광속보다 속도를 더 높이게 되어, 우주선은 새로운 광속의 97%까지 속도를 올릴 수 있다. 이런 속도는 효율적인 이동을 가능케 하였으며, 우주의 모든 구간을 며칠 내로 운행할 수 있게 해준다. The Route fo All Evil 에피소드에서, 플래닛 익스프레스 우주선은 지구에서 우주의 끝까지 왕복으로 1주일정도 밖에 걸리지 않으며, The Series Has Landed 에피소드에서 보이는 바에 따르면 이 우주선으로 지구에서 달까지 2초밖에 걸리지 않는다.
이런 속도와 더불어, 플래닛 익스프레스 우주선은 매우 튼튼하다. The Deep South 에피소드에서 교수는 이 우주선은 0에서 1의 대기압 밖에 못 버틴다고 하였으나, 우주선은 대기압의 150배 이상의 수압에 버틴다. 게다가 이 우주선은 다른 우주선이 부서질만한 많은 충격에도 부서지지 않고, 금방 펼 수 있는 움푹 팬곳만 남아 있는 것을 볼 수 있다.
플래닛 익스프레스 우주선은 암흑물질 엔진을 사용하며, 이 엔진은 우주선을 움직이는 것이 아니라, 우주선 주위의 우주를 움직인다. 에피소드에서 보여지는 우주선에는 수동 변속기가 설치된 것을 볼 수 있다. 그러나, 암흑물질을 못쓰게 된 이후로는 Whale Oil을 우주선의 연료로 사용하고 있다.
지금의 우주선은 최초의 플래닛 익스프레스 우주선이 아니며, 예전의 우주선은 우주꿀을 채취하러 갔다가 행방불명되며, 우주선의 예전 승무원들이 어떻게 되었는지는 알려지지 않으나, 아마 우주 꿀벌의 꿀을 채취하다가 우주꿀벌에게 죽음을 당한 것으로 보인다. 이들 중 한 명만 겨우 살아남았다. Parasites Lost 에피소드에서에선 우주선의 미니어처가 프라이 몸 속으로 들어간다.